# 자모시치군

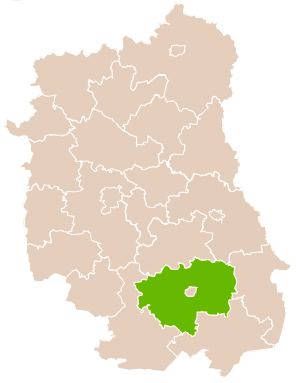
루블린주 지도에 표시된 자모시치군의 위치

자모시치군(폴란드어: powiat zamojski)은 폴란드 루블린주에 위치한 군으로 면적은 1,677.79km2, 인구는 101,152명(2019년 기준), 인구 밀도는 60명/km2이다. 군청 소재지는 자모시치이지만 자모시치군에 속하지 않고 별도의 도시군으로 존재한다.
북쪽으로는 크라스니스타프군, 헤움군, 동쪽으로는 흐루비에슈프군, 남쪽으로는 토마슈프군, 서쪽으로는 비우고라이군과 접한다. 15개 지방 자치체(3개 도시형 농촌, 12개 농촌)를 관할한다.

군기
군 문장